# Château de Saix
Ne doit pas être confondu avec Château de Seix ou Château du Saix.
Le château de Saix est un ancien château fort du XIIIe siècle remanié à plusieurs reprises, centre de la seigneurie du Saix qui se dresse sur la commune de Péronnas dans le département de l'Ain en région Auvergne-Rhône-Alpes.
Le château fait l’objet d’une inscription au titre des monuments historiques par arrêté du 9 juin 1987.

## Situation
Le château de Saix se dresse dans le département français de l'Ain sur la commune de Péronnas, à 3 kilomètres au sud-est par la route départementale 23 b.

## Histoire
La seigneurie avec château fort est la possession à l'origine des gentilshommes qui en portaient le nom, et dont les plus anciens connus sont : Hugues du Saix, vivant en 1080-1090, Isambard, vers 1095, Guy, en 1115, Hugues II, en 1149-1180, et Gui II, en 1188. Elle resta dans leur famille jusqu'à Bernard du Saix, qui teste le 17 octobre 1454 et la transmet à Jeanne, sa fille, femme de Jacques de Chalant, chevalier. 
Claude de Chalant, fils de Jacques, mourut sans enfant. Étienne-Philibert de Chalant, son neveu, recueillit sa succession et vend le Saix à Philippe de Poges ou du Poyet, qui en reprend le fief en 1551 et le lègue à Angèle de Momio, sa femme, laquelle en fait donation, le 24 mars 1587, à Pierre de Poges.
À la suite d'un long procès, il passe à Marguerite du Pré, femme d'Abel de Loras, seigneur de Montplaisant, comme étant aux droits d'Anne du Pré, créancière pour sa dot d'Étienne-Philibert de Chalant. Marguerite du Pré le laisse à Ennemond de Loras, son fils, dont la postérité en jouissait encore lors de la convocation des États Généraux.
Les seigneurs du Saix n'eurent d'abord que la moyenne et basse justice. Philippe II de Savoie leur concède l'exercice de la haute justice, par lettres des 20 août 1483 et 27 décembre 1487.
Le château fut la possession ensuite des familles de : De Loras jusqu'en 1857[réf. nécessaire] puis de Chambaud.

## Description
Au XXIe siècle les parties visibles les plus anciennes remontent aux XIVe et XVe siècles.